# Kávna

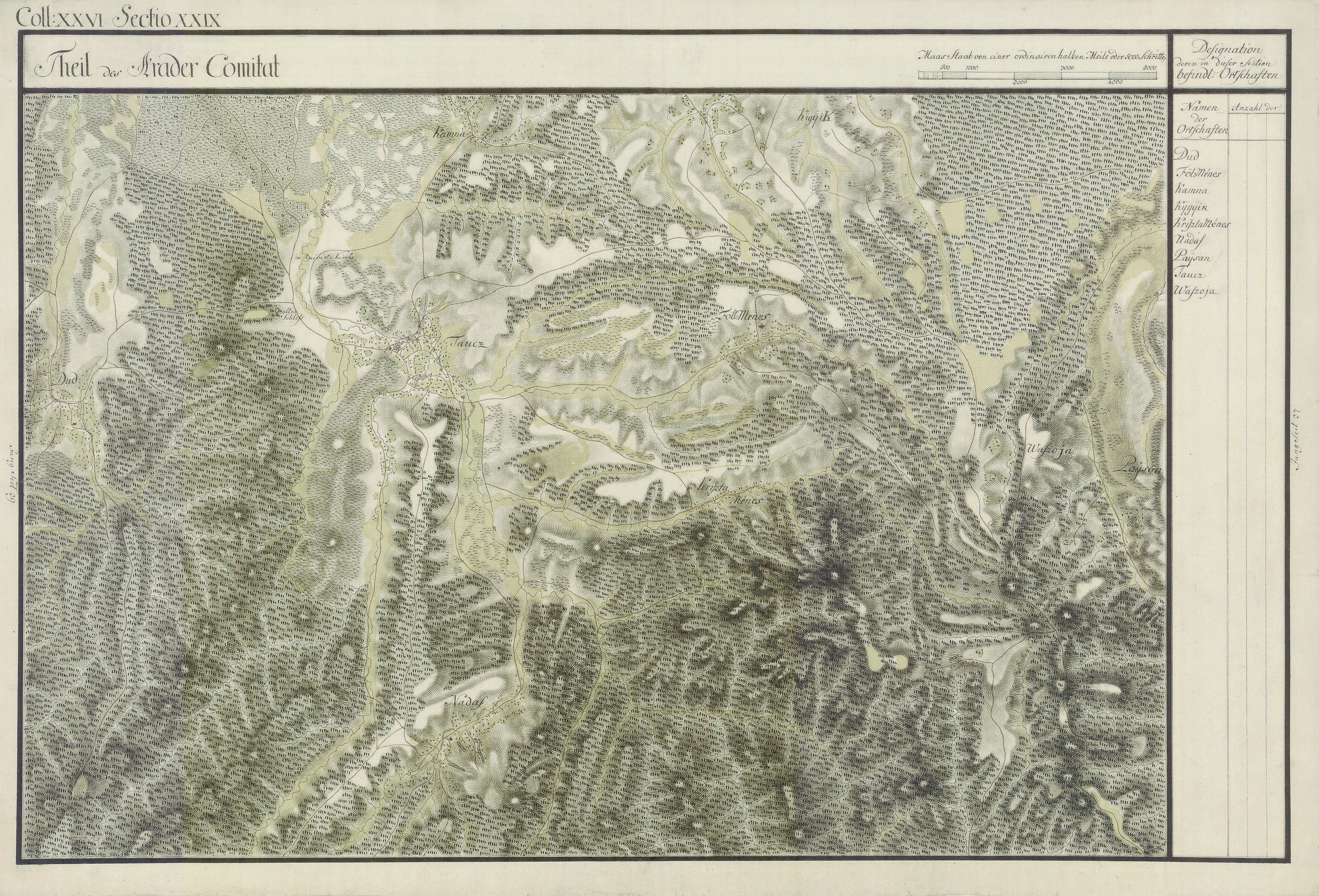
Kávna egy régi, 1700-as évekből való térképen

Kávna, románul: Camna, település Romániában, a Partiumban, Arad megyében.

## Fekvése
Borossebestől délnyugatra, Tornovától keletre fekvő település.

## Története
Kávna nevét 1808-ban említette először Kavna néven.
1851-ben Fényes Elek írta a településről: „Kavna, Arad vármegyében, Borosjenő filiája, 8 katholikus, 456 óhitü lakossal, anyatemplommal.”
1910-ben 475 lakosából 439 román, 34 magyar volt. Ebből 424 görögkeleti ortodox, 25 római katolikus, 11 görögkatolikus volt.
A trianoni békeszerződés előtt Arad vármegye Tornovai járásához tartozott.